# Listă de mănăstiri

## Mănăstiri în România
- Mănăstirea Afteia
- Mănăstirea Agapia
- Mănăstirea Aninoasa
- Mănăstirea Antim
- Mănăstirea Arbore
- Mănăstirea Arnota
- Mănăstirea Aroneanu
- Mănăstirea Bascovele
- Mănăstirea Bălinești
- Mănăstirea Bârnova (județul Iași)
- Mănăstirea Berislăvești
- Mănăstirea Bistrița
- Mănăstirea Bistrița (județul Neamț)
- Mănăstirea Bistrița (județul Vâlcea)
- Mănăstirea Bogdana
- Mănăstirea Bogdănița
- Mănăstirea Brâncoveni
- Mănăstirea Brebu
- Mănăstirea Bucium (județul Brașov)
- Mănăstirea Bucium din Iași
- Mănăstirea Buna Vestire, Cormaia
- Mănăstirea Calui
- Mănăstirea Călugăra
- Mănăstirea Cebza
- Mănăstirea Celic-Dere
- Mănăstirea Cernica
- Mănăstirea Cetățuia
- Mănăstirea Cetățuia din Iași
- Mănăstirea Ciocanu
- Mănăstirea Clocociov
- Mănăstirea Cocoșu
- Mănăstirea Comana
- Mănăstirea Copou din Iași
- Mănăstirea Corbii de Piatră
- Mănăstirea Cornetu
- Mănăstirea Cotmeana
- Mănăstirea Cozia
- Mănăstirea Curtea de Argeș
- Mănăstirea Cârța
- Mănăstirea Dealu
- Mănăstirea Dealu Mare
- Mănăstirea Dintr-un lemn
- Mănăstirea Dobrești
- Mănăstirea Dobrovăț (județul Iași)
- Mănăstirea Doicești
- Mănăstirea Dragomirna
- Mănăstirea Fârdea
- Mănăstirea Florești
- Mănăstirea Frăsinei
- Mănăstirea Frumoasa din Iași
- Mănăstirea Galata din Iași
- Mănăstirea Glavacioc
- Mănăstirea Golia din Iași
- Mănăstirea Govora
- Mănăstirea Gura Motrului
- Mănăstirea Hadâmbu (județul Iași)
- Mănăstirea Halmyris
- Mănăstirea Hlincea (județul Iași)
- Mănăstirea Horezu
- Mănăstirea Humor
- Mănăstirea Hurezu
- Mănăstirea Ionești
- Mănăstirea Izvorul Miron
- Mănăstirea Izvorul Tămăduirii, Salva
- Mănăstirea Luncanii de Sus
- Mănăstirea Măinești
- Mănăstirea Miclăușeni (județul Iași)
- Mănăstirea Moldovița
- Mănăstirea Morisena
- Mănăstirea Nașterea Maicii Domnului, Piatra Fântânele
- Mănăstirea Nămăiești
- Mănăstirea Neamț
- Mănăstirea Negru Vodă
- Mănăstirea Nicula
- Mănăstirea Ostrov
- Mănăstirea Pătrăuți
- Mănăstirea Petroasa Mare
- Mănăstirea Piatra Sfântă (județul Iași)
- Mănăstirea Pinul
- Mănăstirea Plăviceni
- Mănăstirea Plumbuita
- Mănăstirea Polovragi
- Mănăstirea Probota
- Mănăstirea Putna
- Mănăstirea Radu Vodă
- Mănăstirea Râșca
- Mănăstirea Rohia
- Mănăstirea Săraca
- Mănăstirea Sărăcinești
- Mănăstirea Schimbarea la Față, Cheile Turzii
- Mănăstirea Schimbarea la Față, Ilva Mare
- Mănăstirea Sfânta Treime, Soporul de Câmpie
- Mănăstirea Sfânta Troiță, Feleac
- Mănăstirea Sfântul Evanghelist Luca, Dobric
- Mănăstirea Sfântul Ilie, Nuseni
- Mănăstirea Sfântul Ioan cel Nou de la Suceava
- Mănăstirea Sfântul Ioan Iacob Hozevitul, Piatra Craiului[1]
- Mănăstirea Sfântul Ioan Valahul, Bichigiu
- Mănăstirea Sfântul Ioan Zlataust
- Mănăstirea Sfântul Ioan Zlataust din Ocnele Mari
- Mănăstirea Sfântul Nicolae Domnesc
- Mănăstirea Sfântul Proroc Ilie, Băișoara
- Mănăstirea Sfântul Spiridon, Strâmba
- Mănăstirea Sfinții Apostoli Petru și Pavel, Rebra-Parva
- Mănăstirea Sfinții Ilie și Lazăr, Cristorel
- Mănăstirea Sfinții Trei Ierarhi din Iași
- Mănăstirea Sihăstria
- Mănăstirea Sihăstria Voronei
- Mănăstirea Slatina
- Mănăstirea Slătioarele
- Mănăstirea Snagov
- Mănăstirea Soborul Sfinților 12 Apostoli din Bârsana (Maramureș)
- Mănăstirea Solca
- Mănăstirea Stavnic (județul Iași)
- Mănăstirea Stănișoara
- Mănăstirea Sucevița
- Mănăstirea Surpatele
- Mănăstirea Timișeni
- Mănăstirea Titireciu
- Mănăstirea Tismana
- Mănăstirea Trivale
- Mănăstirea Turnu
- Mănăstirea Valea Mănăstirii
- Mănăstirea Văleni
- Mănăstirea Văratec
- Mănăstirea Vieroși
- Mănăstirea Vlădiceni (județul Iași)
- Mănăstirea Voroneț
- Mănăstirea Zamfira
- Mănăstirea de la Brebu
- Schitul Bradu
- Schitul Dobrotinet
- Schitul Dobrușa
- Schitul Iezer
- Schitul Jgheaburi
- Schitul Ostrov
- Schitul Pahomie
- Schitul Păpușa
- Schitul Pătrunsa
- Schitul Strehareț
- Schitul Troianu

## Alte mănăstiri
- Mănăstirea Balamand
- Mănăstirea Bârsana
- Mănăstirea Caracalu
- Mănăstirea Căpriana
- Mănăstirea Chevetogne
- Mănăstirea Constamonitu
- Mănăstirea Curchi
- Mănăstirea Cutlumuș
- Mănăstirea Dionisiu
- Mănăstirea Dochiaru
- Mănăstirea Esfigmenu
- Mănăstirea Filoteu
- Mănăstirea Grigoriu
- Mănăstirea Hilandaru
- Mănăstirea Hâncu
- Mănăstirea Igriș
- Mănăstirea Intrarea în Biserică a Maicii Domnului din Cernăuți
- Mănăstirea Iviru
- Mănăstirea Marea Lavră
- Mănăstirea Melk
- Mănăstirea Pantocrator
- Mănăstirea Sfântul Apostol Ioan Teologul din Crișceatec
- Mănăstirea Sfântul Pantelimon
- Mănăstirea Sfântul Pavel
- Mănăstirea Simonos Petras
- Mănăstirea Stavronichita
- Mănăstirea Vatopedu
- Mănăstirea Westminster
- Mănăstirea Xenofont
- Mănăstirea Xiropotamu
- Mănăstirea Zografu
- Mănăstirea cisterciană Igriș
- Saharna
- ( Mănăstirea Slănic - Mușcel, comuna Aninoasa, județul Argeș )
- ( Schitul Antonești - comuna Corbeni, județul Argeș )
- ( Mănăstirea  Glavacioc , comuna Ștefan cel Mare, județul Argeș )
- ( Mănăstirea  Râncăciov, comuna Călinești, județul Argeș.

Mănăstirea Robaia, comuna Mușătești, județul Argeș
Mănăstirea Ciocanul, județul Argeș
Mănăstirea Cetățuia, Cetățeni, Argeș
Mănăstirea Pătroaia Deal, județul Dâmbovița ( la km. 80 autostrada Bucuresti - Pitești, spre râul Argeș )